# Gunnar Hedlund Award

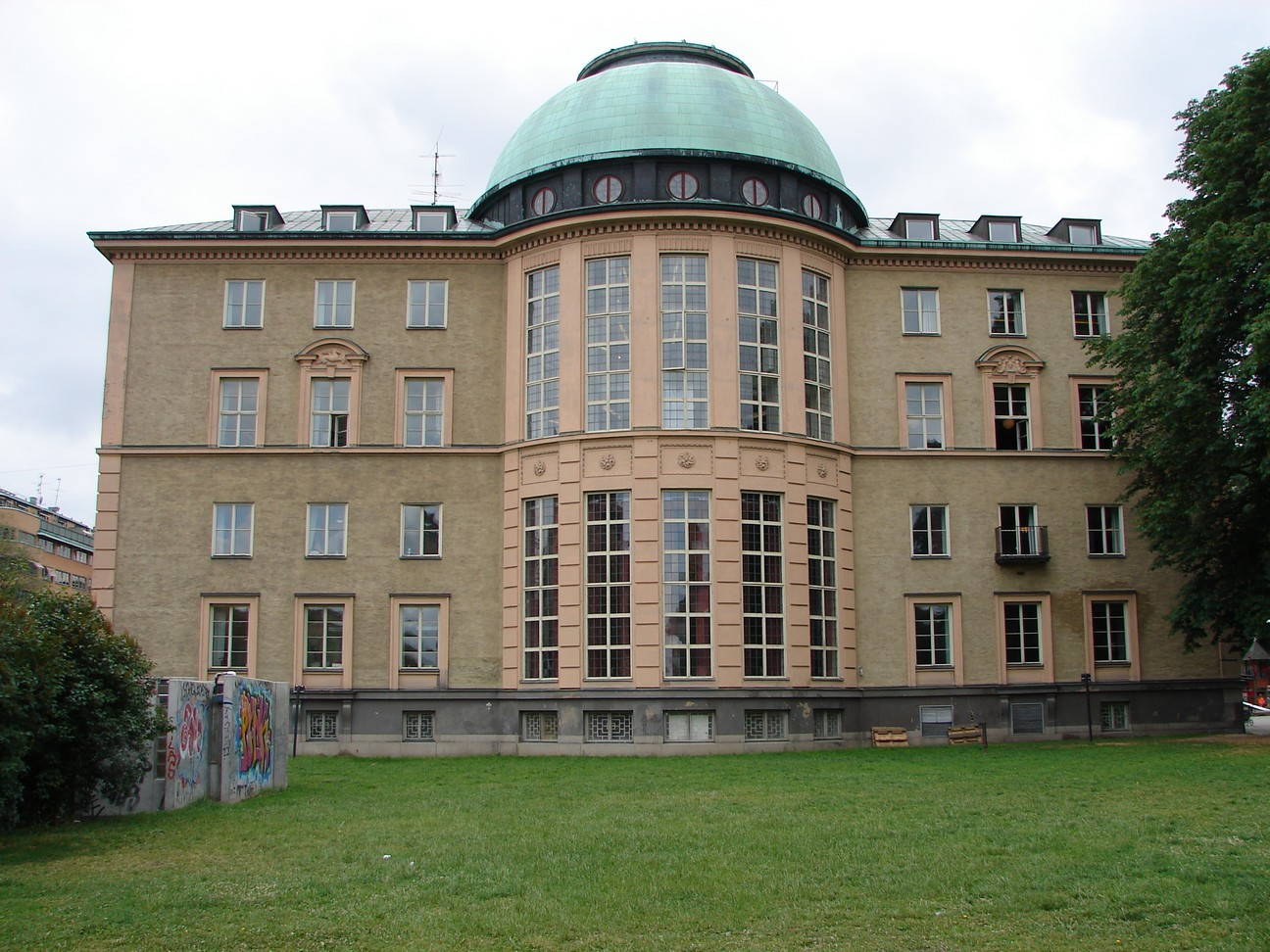
Gunnar Hedlund Award delas ut av Handelshögskolan i Stockholm och European International Business Academy (EIBA). Gunnar Hedlund var professor i företagsekonomi med inriktning mot internationellt företagande 1988–1997 vid högskolan och under många år chef för dess Institute of International Business.

Gunnar Hedlund Award (svenska: Gunnar Hedlunds pris, tidigare: Institute of International Business Dissertation Award in Memory of Gunnar Hedlund) är ett vetenskapligt prise för bästa doktorsavhandling om internationellt företagande. Det utdelas årligen av Handelshögskolan i Stockholm och European International Business Academy (EIBA) i Bryssel i Belgien.
Ordföranden för prisets jury, professor Örjan Sölvell, har sagt "Tanken bakom priset är att det ska fungera som ett verktyg för att stimulera doktorander runt om i världen inom området internationellt företagande, och även att fira professor Gunnar Hedlunds viktiga arbete inom detta fält". Priset instiftades 1997, samma år som professor Hedlund, tidigare chef för Institute of International Business vid Handelshögskolan, avled.

## Bakgrund
Gunnar Hedlund blev civilekonom (1972) och ekonomie doktor (1976) vid Handelshögskolan i Stockholm. År 1975 grundades Institute of International Business (IIB) vid högskolan. IIB finansierades genom donationer från de ledande svenska industrialisterna Ruben Rausing, Tetra Paks grundare, och bröderna Marcus och Jacob Wallenberg. Hedlund anställdes vid institutet från dess grundande 1975 och 1980 blev han dess direktör. Hedlund blev senare professor i företagsekonomi med särskild inriktning mot internationellt företagande 1988-1997 vid Handelshögskolan i Stockholm och var under många år chef för IIB. Hedlund ledde institutet till en framstående position som ett av de mest erkända internationella affärsforskningsinstituten i världen.
Hedlund tog också en aktiv roll i utvecklingen av Handelshögskolan. Han deltog aktivt i att skapa två andra viktiga institutioner vid HHS, European Institute of Japanese Studies (EIJS) och Center for Advanced Studies in Leadership (CASL).
Han har publicerat ett flertal böcker och artiklar inom områdena internationell företagsverksamhet och organisationsteori. Hedlund hade en förmåga att gå över discipliner och öppna nya forskningsvägar. Hans två mest kända verk var "The Hyper MNC - A Heterarchy?" i Human Resource Management (1986), och "A Model of Knowledge Ledning and N-Form Corporation" i Strategic Management Journal (1994), inom områdena organisationsteori och internationellt företagande.

## Instiftandet
1997 tog styrelserna för Institute of International Business vid Handelshögskolan i Stockholm och European International Business Academy (EIBA) gemensamt beslut om att inrätta ett internationellt årligt pris för bästa doktorsavhandling inom internationellt företagande, Gunnar Hedlund Award. Prisbeloppet sattes till 10 000 €. Priset tillkännagavs på EIBA:s 23:e årliga konferens i Stuttgart 1997 av ordföranden i dess jury, professor Örjan Sölvell. Tanken bakom priset var att stimulera vetenskapligt arbete bland doktorander världen över inom området internationella affärer, och även att fira Hedlunds viktiga arbete inom området.
Vinnare av utmärkelsen offentliggörs i december varje år, vid European International Business Academys (EIBA) årsmöte. Tre till fyra finalister ombeds då att presentera sina doktorsavhandlingar. Juryn består av fem professorer. Priset delas ut till det arbete som enligt juryn har störst potential att påverka området internationella affärer i framtiden.
De vanligaste temana för doktorsavhandlingarna är utländska direktinvesteringar och utländskt marknadsinträde, organisation och styrning samt småföretags internationalisering.

## Vinnare
Kronologisk lista över år för prisutdelning, vinnare, doktorsavhandlingens titel, högskola eller universitet
| År        | Vinnare                                   | Institution                                                                                                   | Doktorsavhandlingens titel | Juryns motivering | Källa |
| --------- | ----------------------------------------- | --- | --- | --- | ----- |
| 1997      | Anthony S. Frost                          | Sloan School of Management, Massachusetts Institute of Technology Boston, Massachusetts, USA                  | The Geographic Sources of Innovation in the Multinational Enterprise: U.S. Subsidiaries and Host Country Spillover, 1980-1990                                        | |       |
| 1999      | Jaeyong Song                              | Institutionen för nationalekonomi, Wharton School, University of Pennsylvania Philadelphia, Pennsylvania, USA | Firm Capabilities, Technology Ladders, and Evolution of Japanese Production Networks in East Asia                                                                    | |       |
| 2000      | Michelle Gittelman                        | Wharton School, University of Pennsylvania Philadelphia, Pennsylvania, USA                                    | Mapping National Knowledge Networks: Scientists, Firms and Institutions in Biotechnology in the United States and France                                             | |       |
| 2001      | Marian Beise                              | Fakultät III, Wirtschaft und Management der Technischen Universität Berlin, Tyskland                          | Lead Markets: Country-specific Success Factors of the Global Diffusion of Innovations. A Theoretical Model Exemplified by the Case of Cellular Mobile Telephony      | |       |
| 2002      | Joseph Kogan                              | Harvard University, Cambridge, Massachusetts, USA                                                             | Globalization and Institutions in Economic Development | |       |
| 2003      | Simon Harris                              | International Business Centre, University of Leeds Leeds, Storbritannien                                      | National Values and Strategy Formation by Business Leaders | |       |
| 2005      | Renata Kosova                             | University of Michigan, Ann Arbor, Michigan, USA                                                              | Do Foreign Firms Crowd Out Domestic Firms? Evidence from the Czech Republic                                                                                          | |       |
| 2006      | Jon Erland Lervik                         | Handelshøyskolen BI, Oslo, Norge                                                                              | Managing Matters - Transfer of Organizational Practices in Multinational Companies                                                                                   | |       |
| 2007      | Chris Changwha Chung                      | Richard Ivey School of Business, The University of Western Ontario London, Ontario, Kanada                    | The Evolution of International Joint Ventures: Multiple Waves of Structural Change, Performance, and Survival                                                        | |       |
| 2008–2009 | Jesper Edman                              | Handelshögskolan i Stockholm, Stockholm, Sverige                                                              | | |       |
| 2010–2011 | Lisa Gärber                               | Vienna University of Economics and Business Wien, Österrike                                                   | A Knowledge Theory of Subsidiary Power | Denna avhandling ger en detaljerad undersökning av makten i utlandsägda dotterbolag, och är ett examensarbete som reflekterar hjärtat av internationellt företagande. Insikten avhandlingen presenterar är att dotterbolag kan få makt genom kunskap och mäkleri, med konsekvenser i form av graden av inflytande och självständighet dotterbolaget sedan får gentemot andra enheter i sitt nätverk. Detta är ett bra exempel på en noggrann empirisk avhandling i en multinationell miljö, den bygger på och integrerar insikter från organisationsteori | [ 3 ] |
| 2012–2014 | Karl Joachim Breunig                      | BI Norwegian Business SchoolOslo, Norge                                                                       | Realizing Reticulation – A Comparative Study of Capability Dynamics in two International Professional Service Firms over 10 Years                                    | | [ 4 ] |
| 2015–2016 | Jacqueline Mees-Buss och Carlos Rodriguez | University of Sydney, Sydney, Australien McGill University Montréal, Kanada                                   | Multinationals in Transition: Unilever´s response to the demand for Corporate Social Responsibility in a changing worldGlobal Subunit: an organizational perspective | Jacqueline Mees-Buss is awarded the Gunnar Hedlund Award 2015-2016 for her outstanding, highly original piece of work. The dissertation features a critical, self-reflexive writing style in her captive story of changes in Unilever over time, and is a well-crafted interesting re-conceptualization of the MNC as the Neo Global Corporation.Carlos Rodriguez is awarded the Gunnar Hedlund Award 2015-2016 for his outstanding dissertation, which is original, well crafted, and shows good empirical work and practical results. His work addresses an increasingly important phenomenon in the international business world, and uses a variety of methods and theoretical perspectives to improve our understanding of it. |       |
| 2016–2018 | Yamlaksira Getachew                       | Loyola Marymont University, Los Angeles, USA                                                                  | Institutional Voids, Investment Purposes, and Foreign Subsidiaries of Multinational Enterprises                                                                      | | [ 5 ] |
| 2018–2021 | Michał Budryk                             | Uppsala universitet, Uppsala, Sverige                                                                         | Fat Cats? A Case for the Swedish Managers' Making Sense of the Developing Markets                                                                                    | | [ 6 ] |

## Jurymedlemmar
Juryn består av fem ledamöter, varav en är dess ordförande.

### Nuvarande medlemmar
- Udo Zander, ordförande 2015-, professor vid Handelshögskolan i Stockholm[6]
- Julian Birkinshaw, ledamot 2000-, professor vid London Business School[3][6]
- Peter Buckley, ledamot 2004-, professor vid Leeds University Business School[3][6]
- Eleanor Westney, ledamot 2006-, professor vid York University[3][6]
- Rebecca Piekkari, ledamot, professor vid Helsinki School of Economics[3][6]
- Kazuhiro Asakawa, ledamot, professor vid Keiouniversitetet[6]

### Tidigare medlemmar
- Don Lessard, ledamot 1997–2005[2]
- John Dunning, ledamot 1997–2003[2]
- Nakiye Boyacigiller, ledamot 1997–1999[2]
- Daniel van den Bulcke, ledamot 1997–[2]
- Örjan Sölvell, ordförande 1997-2015, professor i företagsekonomi med särskild inriktning mot internationellt företagande 1999- vid Handelshögskolan i Stockholm[3]